# Manana Orbeliani
Manana Orbeliani, född 1808, död 8 juni 1870, var en georgisk adelskvinna och salongsvärd. 
Hon blev änka 1830, och blev därefter en centralfigur i societetslivet i Tiflis, där hon under 1840- och 1850-talet höll en litterär salong välbesökt av den georgiska överklassen. Den användes även som mötesplats för de georgiska aristokrater som 1832 organiserade ett misslyckat kuppförsök mot den ryska ockupationen. Hon medgav att hon hade varit medveten om den, men inte deltagit i den, och slapp därför att förvisas från Georgien. 